# M1 Garand
De M1 Garand is een semiautomatisch geweer dat tijdens de Tweede Wereldoorlog veel gebruikt werd in het Amerikaanse leger. Amerikanen noemen het wel The rifle that won the war (het geweer dat de oorlog won). Generaal George Patton was zeer te spreken over het 'M1 Garand' geweer. Het wapen werd later nog gebruikt in de Koreaanse oorlog en op beperkte schaal in de Vietnamoorlog.
De vele door de geallieerden in Nederland achtergelaten Garands gingen naar de politie, die er nog tot in de jaren '80 mee moest zien te werken. Ook het Korps Mariniers gebruikte de Garand tot ten minste 1961, ook in Nederlands Nieuw Guinea.

## Ontwikkeling en productie
Het 'U.S. Rifle, Caliber 30-06, M1' was het resultaat van experimenten en ontwikkeling door John Garand in de Springfield Armory fabriek in de jaren 1920 en 30. Garand ontwikkelde het wapen zo, dat het goed geschikt was voor massaproductie. Het geweer werd begin 1936 in gebruik genomen door het Amerikaanse leger. De eerste grote levering van M1 Garands kwam eind 1937 bij de troepen. Tijdens de Tweede Wereldoorlog werd de M1 geproduceerd door twee fabrikanten: Springfield Armory en Winchester Repeating Arms Company. Winchester had in april 1939 al een contract gekregen voor een klein aantal M1's. Het bedrijf maakte vanaf 1939 tot 1945, zo'n 513.880 M1 Garand Rifles. SA maakte Garand's vanaf de ingebruikname tot aan de productiestop in 1957. Aan het eind van de oorlog waren in totaal circa vier miljoen M1's geproduceerd. Er werden ook twee scherpschutterversies van de M1 Garand ontwikkeld, de M1C en de M1D. Deze zijn in vergelijking met het populaire scherpschuttersgeweer Springfield M1903A4 tijdens de Tweede Wereldoorlog niet veel gebruikt. 

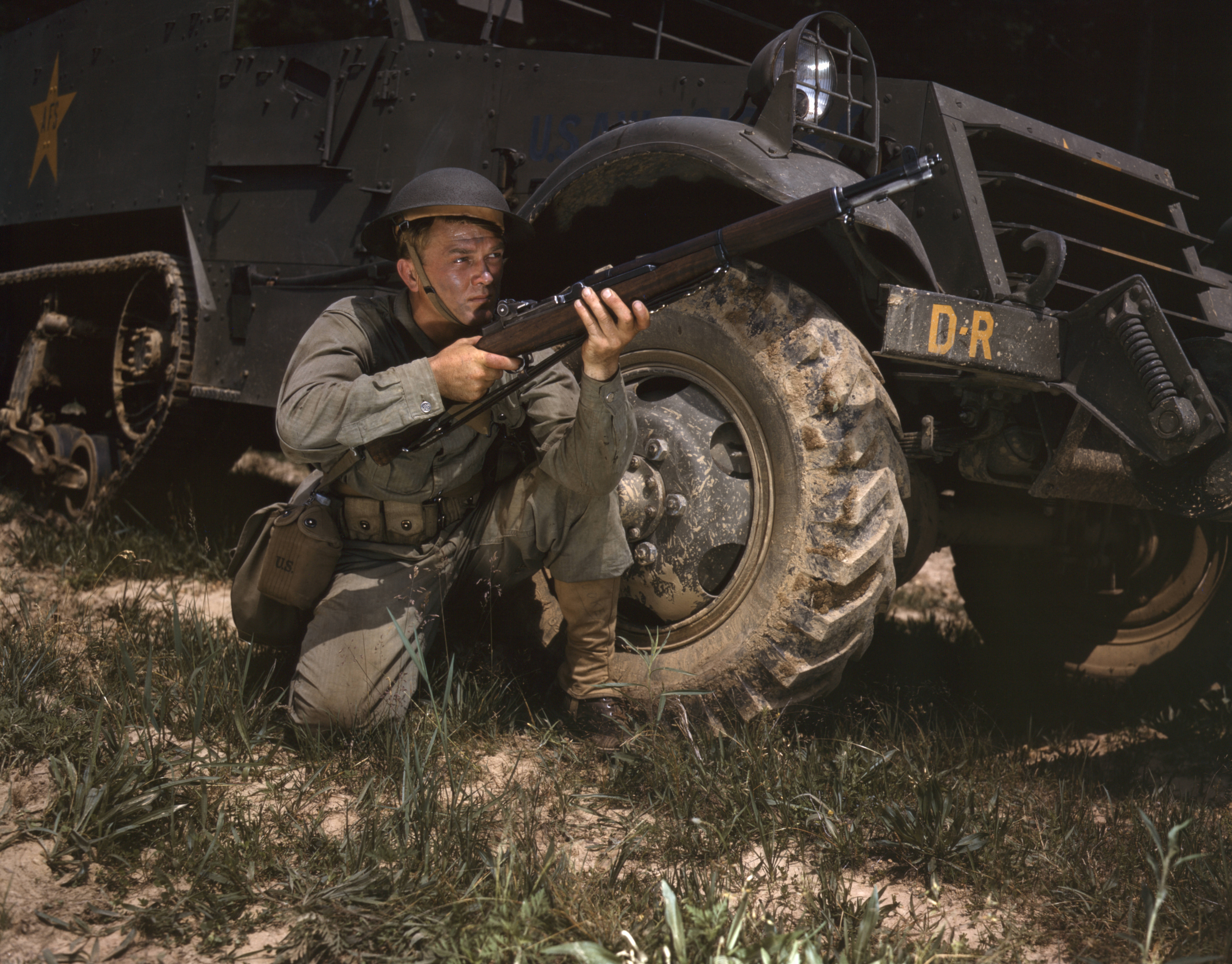
Soldaat poseert met M1 Garand

## Gebreken
De M1 Garand had zijn gebreken. Het magazijn bevatte 8 patronen die geladen werden door middel van een patroonhouder, ook wel 'clip' genoemd, die bovenlangs in de magazijnopening van het geweer werd geduwd. Om een patroon in de kamer te brengen moest men de afsluiter van de Garand open houden en de clip erin duwen. Liet men te vroeg los, dan werd de duim ernstig toegetakeld; dit noemde men een 'Garandthumb'. De patronen waren van het kaliber 0,30 inch (.30-06 Springfield of 7,62 x 63 mm).